# فرد نوريس روبنسون
فرد نوريس روبنسون (بالإنجليزية: Fred Norris Robinson)‏ هو كاتب أمريكي، ولد في 4 أبريل 1871، وتوفي في 21 يوليو 1966.